# Grevillea obtusiflora
Grevillea obtusiflora är en tvåhjärtbladig växtart. Grevillea obtusiflora ingår i släktet Grevillea och familjen Proteaceae.

## Underarter
Arten delas in i följande underarter:
- G. o. fecunda
- G. o. obtusiflora